# 延昌县 (辽朝)
延昌縣，遼代設置的縣。析延昌宮戶置。乾州，廣德軍，本漢無慮縣地。遼聖宗統和三年置。統州一、縣四：奉陵縣、延昌縣、靈山縣、司農縣。海北州，初隸宜州，統縣一：開義縣。